# Licuala thoana
Licuala thoana är en enhjärtbladig växtart som beskrevs av Saw och John Dransfield. Licuala thoana ingår i släktet Licuala och familjen Arecaceae. Inga underarter finns listade i Catalogue of Life.